# Ialonus Contrebis
Na religião céltica antiga, Ialonus Contrebis ou Ialonus ou Gontrebis era um deus (ou talvez dois deuses relacionados) cultuado no que agora é Lancashire e Provence. É conhecido pelas inscrições de dedicatória. Uma, em Lancaster, foi dedicada (no dativo) a Deo Ialono Contre Sanctissimo ("ao deus mais sagrado Ialonus Contre[bis]"); uma outra, em Overborough em Kirkby Lonsdale, a Deo San Gontrebi ("ao sagrado deus Gontrebis"). Na terceira inscrição, encontrada em Nîmes em Provence, Ialonus era invocado com a deusa Fortune.
O nome Contrebis pode, possivelmente, conter uma raiz relacionada a trebo- proto-céltico 'casa'. O nome de Ialonus pode ser relacionado a raiz proto-céltica jalo- 'clareira'.